# ترپوتسی
ترپوتسی (به ایتالیایی: Trepuzzi) یک کومونه در ایتالیا است که در استان لچه واقع شده‌است.

## خصوصیات
ترپوتسی ۲۳ کیلومترمربع مساحت و ۱۴٬۵۸۶ نفر جمعیت دارد و ۵۵ متر بالاتر از سطح دریا واقع شده‌است.